# Sam Kerr (voetbalster, 1993)
Samantha May Kerr (East Fremantle, 10 september 1993), spelend onder de naam Sam Kerr, is een Australisch voetbalspeelster.

## Statistieken
| Seizoen | Club        | Land                | Competitie | Wedstrijden | Doelpunten |
| ------- | ----------- | ------------------- | ---------- | ----------- | ---------- |
| 2014/15 | Perth Glory | Australië           | W-league   | 10          | 11         |
| 2015/16 | Perth Glory | Australië           | W-league   | 4           | 1          |
| 2016/17 | Perth Glory | Australië           | W-league   | 13          | 10         |
| 2017/18 | Perth Glory | Australië           | W-league   | 9           | 13         |
| 2018/19 | Perth Glory | Australië           | W-league   | 13          | 17         |
| 2019/20 | Chelsea     | Verenigd Koninkrijk | WSL        | 4           | 1          |

Laatste update: jun 2019

## Interlands
Op 18 februari 2009 speelde ze haar eerste interland in een vriendschappelijk duel tegen Italië.
Op 21 mei 2010 scoorde Kerr haar eerste goal voor het Australische nationale team, in een wedstrijd tegen Zuid-Korea op het Aziatisch kampioenschap voetbal vrouwen 2010. Later scoorde ze het enige doelpunt in de finale tegen Noord-Korea. In 2016 nam Kerr deel aan de Olympische zomerspelen in Rio de Janeiro.
Op het wereldkampioenschap voetbal vrouwen 2019 scoorde ze vijf doelpunten voor Australië. In de kwartfinale werd ze met haar land uitgeschakeld door Noorwegen na strafschoppen.
Ze staat bekend om het maken van een achterwaartse salto wanneer ze heeft gescoord.

## Privé
Zowel de vader als de broer van Sam Kerr zijn professioneel Australianfootballspelers.